# Киприан (Кармазинский)
Киприан Кармазинский (ум. 1754) — архимандрит Калужского Лаврентьева монастыря Русской православной церкви. 

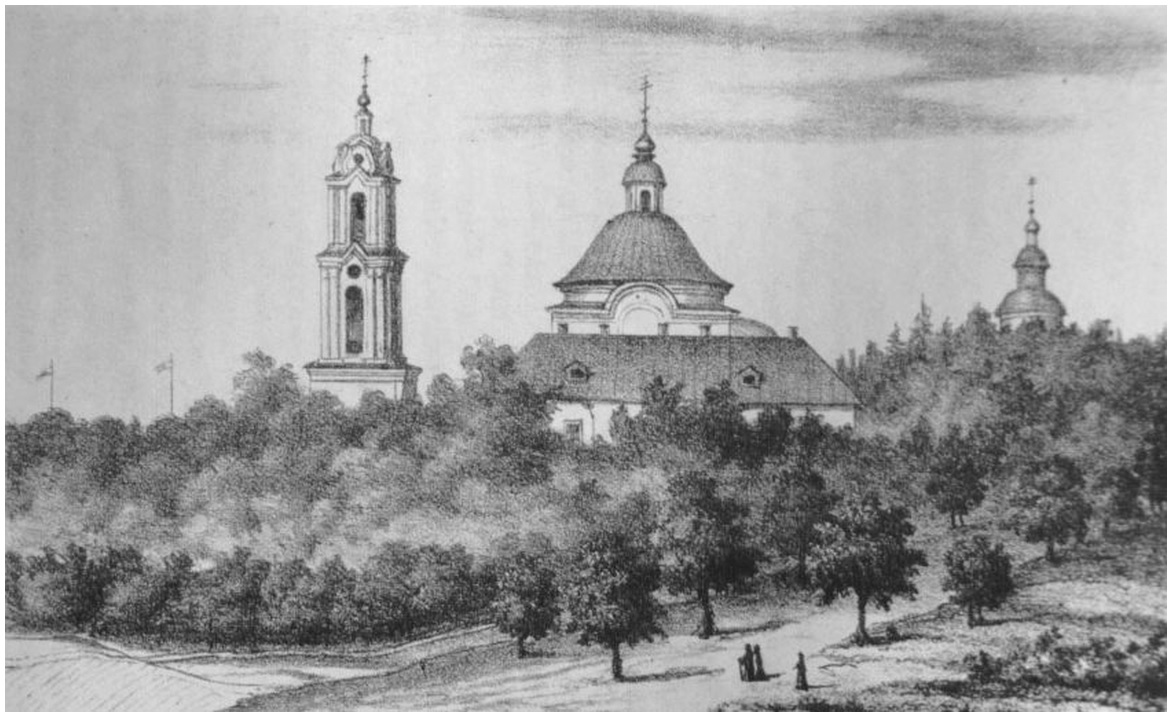
Лаврентиев монастырь

О мирской жизни Кармазинского сведений почти не сохранилось, известно лишь, что он был «из запольского рубежа, уряднический сын». 
В одном из монастырей города Смоленска Кармазинский принял монашеский постриг с именем Киприан и с 1738 по 1740 год состоял префектом и архимандритом-конционатором Смоленской духовной семинарии.
17 декабря 1744 года, как ученый, был вызван Священным Синодом из Троицкого Болдина монастыря Смоленской епархии, по ходатайству архиепископа московского Иосифа  (Волчанского), в Лаврентиев монастырь города Калуги для проповедей среди раскольников, чтобы вернуть их в лоно православной церкви. 
Киприан Кармазинский скончался 22 апреля 1754 года.